# Берт Крајшер
Берт Крајшер (енгл. Bert Kreischer; Сент Питерсбург, 3. новембар 1972), са надимком „Машина“,  је амерички стендап комичар, подкастер, водитељ ријалити телевизије и глумац. 

## Биографија
Алберт Крајшер млађи рођен је 3. новембра 1972. у Сент Питербрсбургу, на Флориди, а одрастао је у Тампи.  Похађао је приватну језуитску средњу школу, а затим је похађао Државни универзитет Флориде (ФСУ).  Крајшер је дипломирао енглески језик.  
Крајшер живи у Лос Анђелесу са супругом Ли-Ен и њихове две ћерке.    
Крајшер је познат по извођењу стенд-ап комедије без мајице.    Познат је и по приповедању; његова најпопуларнија прича је о томе како је наводно стекао надимак "Машина".    Прича се врти око тога како је нехотице помогао руској мафији да опљачка воз док је био на факултетском путовању у Русији.   
Као стендап комичар Крајшер је наступао на међународном нивоу и појавио се у касним вечерњим емисијама Касни шоу са Дејвидом Летерманом, Џими Кимел Уживо и Конан.      Такође се редовно појављивао као гост у емисији Рејчел Реј од 2011. до 2015. године.   

### Подкастинг
Крајшер продуцира и води Bertcast, недељни комични подкаст.  Покренут је 2012. године. 
Године 2022. угостио је у свом подкасту Николу Ђуричка. 

## Објављени рад
- Kreischer, Bert (2014). Life of the Party: Stories of a Perpetual Man-Child. St. Martin's Press. ISBN 978-1-250-03031-3. - Total pages: 256  [13][21]